# Maria da Graça Amado da Cunha
Maria da Graça Amado da Cunha (Lubango, Angola, 24 de novembro de 1919 - Lisboa, Portugal, 12 de fevereiro de 2001) foi uma pianista clássica portuguesa, célebre por interpretar as obras do compositor português Fernando Lopes-Graça. Era também uma reconhecida ativista feminista e opositora do regime ditatorial do Estado Novo que governou Portugal entre 1933 e 1974.

## Biografia

### Nascimento e Família
Nascida a 24 de novembro de 1919, em Sá da Bandeira (atual cidade de Lubango), Angola colonial, Maria da Graça Macedo e Faro Amado da Cunha era filha de Manuel de Barros Amado da Cunha, capitão piloto aviador da Aeronáutica Militar e governador civil do Distrito de Faro, e de D. Guilhermina de Macedo Pinto Menezes e Faro, sendo ainda irmã mais velha de Francisco Manuel de Macedo e Faro Amado da Cunha (1921-2014), que se tornou tenente piloto aviador e posteriormente realizou várias viagens inaugurais enquanto piloto pela companhia aérea TAP. Com um ano de idade, viajou com a sua família para Portugal, fixando-se em Lisboa.

### Educação
Frequentou durante a década de 1930 o Conservatório Nacional, tornando-se pupila do pianista José Vianna da Motta, o compositor Luís de Freitas Branco e a compositora francesa Francine Benoît.

### Carreira Artística
Em 1942, foi fundadora, juntamente com Lopes-Graça, Francine Benoît, Joaquim da Silva Pereira, Macario Santiago Kastner e outros músicos, maestros e compositores, da Sociedade de Concertos Sonata, realizando vários eventos públicos de música portuguesa e contemporânea na Academia dos Amadores de Música ou nos salões da Sociedade Nacional de Belas Artes e do periódico O Século. Reconhecida seis anos depois, sob a direcção de Luís de Freitas Branco, como a secção portuguesa da Internationale Gesellschaft für Neue Musik (também conhecida à época como Société Internationale pour la Musique Contemporaine), nos primeiros anos após à sua fundação, a sociedade destacou, em particular, as obras criadas pelas compositoras Francine Benoît, Berta Alves de Sousa e Elvira de Freitas, entre outras, numa tentativa de divulgar o trabalho desconhecido ou até mesmo desvalorizado até então das mulheres compositoras.
Durante a década de 40 e 50, Maria da Graça Amado da Cunha colaborou por diversas ocasiões com a imprensa portuguesa, escrevendo críticas musicais para várias revistas e jornais, como o Seara Nova.
Em 1950, após Lopes-Graça ter deixado a redacção do Seara Nova, devido a divergências ideológicas, sendo assumidamente antifascista, juntamente com Francine Benoît e Maria da Graça Amado da Cunha, o trio fundou a revista mensal Gazeta Musical (1950-1957), sendo escolhido para director de redacção Luís de Freitas Branco e posteriormente Maria Vitória Quintas, quando a revista alterou o seu nome para Gazeta Musical e de Todas as Artes (1957-1971).
Tornou-se sobretudo conhecida como promotora da música portuguesa e como intérprete de composições para piano do compositor Fernando Lopes-Graça. Embora se tenha aposentado ainda relativamente jovem, na década de 1960, manteve uma relação de amizade com Lopes-Graça por mais de 50 anos.

### Casamento
Na década de 1940, Maria da Graça Amado da Cunha casou-se com Roger D'Avellar, tenente da marinha, piloto e superintendente de operações, que tal como o seu irmão, trabalhava para a companhia aérea portuguesa TAP. Do seu casamento teve um filho, Pedro Avelar (1945-), que se tornou pintor e foi discípulo em Paris de Maria Helena Vieira da Silva, Manuel Cargaleiro e Árpád Szenes.

### Ativismo
De ideais feministas, antifascistas e pacifistas, na década de 1940, a pianista travou uma longa amizade com Clementina Carneiro de Moura, sócia da Associação Feminina Portuguesa para a Paz (AFPP), aderindo, tal como Francine Benoît, pouco depois na mesma organização e no Movimento da Unidade Democrática (MUD), cujas acções se opunham ao regime do Estado Novo.
Dentro do âmbito do movimento político, em novembro de 1946, integrou a Comissão de Escritores, Jornalistas e Artistas do MUD que entregou uma petição em protesto contra a censura, a prisão indiscriminada e a demissão de vários académicos e outros professores pelas suas opiniões políticas, sendo muitos destes militantes do Partido Comunista Português. A petição, assinada por mais de 200 pessoas, apenas continha a assinatura de oito mulheres, sendo estas, nomeadamente, Maria da Graça Amado da Cunha, Clementina Carneiro de Moura, Manuela Porto, Irene Lisboa, Alice Gomes, Maria Keil, Natália Correia e Maria Barreira.
Em março de 1947 assinou uma carta ao Governador Civil de Lisboa João Ferreira Dias Moreira, juntamente com Maria Keil, Cesina Bermudes, Maria Palmira Tito de Morais, Maria Valentina Trigo de Sousa e Elina Guimarães, em nome do Comité de Mulheres do MUD de Lisboa, para protestar contra a criação das prisões políticas, como o campo de concentração do Tarrafal em Cabo Verde.

### Morte
Faleceu em Lisboa a 12 de fevereiro de 2001, com 81 anos de idade.

## Legado e Homenagens
Em 1961, Maria da Graça Amado da Cunha foi retratada numa obra de Abel Manta, um dos mais proeminentes pintores modernistas portugueses, casado com Clementina Carneiro de Moura. Atualmente a pintura a óleo encontra-se exposta no Museu Nacional da Música em Lisboa.
Em 2019, realizou-se no Museu da Música Portuguesa - Casa Verdades de Faria, em Cascais, uma exposição documental sobre a vida e carreira da pianista, assente no espólio doado pela família, em cooperação com o INET-MD, Instituto de Etnomusicologia – Música e Dança e do CESEM, Centro de Estudos de Sociologia e Estética Musical.

## Discografia
Durante a sua vida, Maria da Graça Amado da Cunha produziu dois discos de música para piano, da autoria de Lopes-Graça: 
- Maria da Graça Amado da Cunha Interpreta Lopes-Graça. Vol. I. Onze variações; oito bagatelas. Ed. PortugalSom/Strauss, 1996.
- Maria da Graça Amado da Cunha Interpreta Lopes-Graça. Vol. II. Nove danças breves; Sonata No. 2; Variações sobre um tema popular português. Ed. PortugalSom/Strauss, 1996.